# Малополовецька сільська рада
| Малополовецька сільська рада — колишній орган місцевого самоврядування у Фастівському районі Київської області з адміністративним центром у с. Малополовецьке. Водоймища на території, підпорядкованій даній раді: річка Субодь. Сільській раді підпорядковані населені пункти: - с. Малополовецьке - с. Тарасівка |

## Склад ради
Рада складалася з 16 депутатів та голови.

### Керівний склад ради
| ПІБ                           | Основні відомості                                                 | Дата обрання | Дата звільнення |
| ----------------------------- | ----------------------------------------------------------------- | ------------ | --------------- |
| Степаненко Володимир Іванович | Сільський голова, 1978 року народження, освіта, безпартійний      | 26.03.2006   | 31.10.2010      |
| Розпутня Тамара Тодосіївна    | Сільський голова, 1960 року народження, освіта вища, позапартійна | 31.10.2010   |                 |

Примітка: таблиця складена за даними джерела